# Phönixallee
Phönixallee ist ein Improvisationstheater aus Düsseldorf. Das Ensemble benutzt in der Öffentlichkeitsarbeit auch den Zusatz Düsseldorfs erstes Improtheater. Phönixallee wurde 2008 im Theatermuseum Düsseldorf gegründet und veranstaltet seitdem in regelmäßigen Abständen eigene Shows und Wettbewerbe in Düsseldorf und Umgebung. Dazu gehört seit 2010 das Düsseldorfer Impro-Festival mit Shows u. a. im Kom(m)ödchen. Das Ensemble gehört mit über 500 absolvierten Auftritten zu den angesehensten Improvisationstheatern Deutschlands. 2021 hat es die Schirmherrschaft für den Verein Elan e. V. übernommen, der Menschen mit psychischen Erkrankungen unterstützt.

## Aktuelle Mitglieder
- Christina Arnold
- Rebecca Jung
- Annette Krumreihn
- Thomas Mesmer
- Tobias Reitz
- Christian Thrien
- Nele Weber